# EMD F40PHディーゼル機関車
EMD F40PHは、1976年に登場したGM-EMD製の旅客用ディーゼル機関車である。アムトラック、VIA鉄道のほか、メトラなど北アメリカ各地の通勤鉄道に導入された。

## 歴史

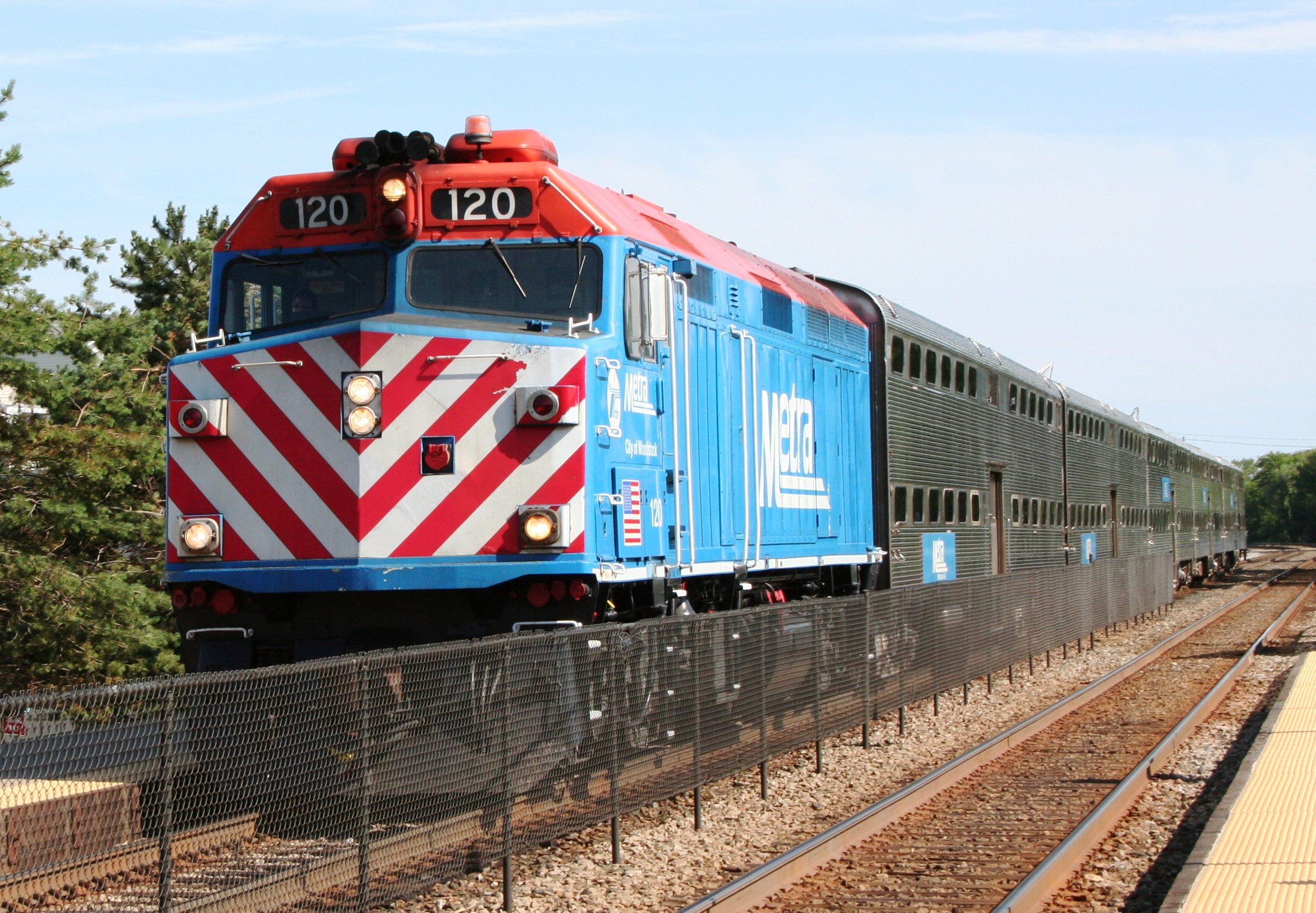
メトラのF40PH-2

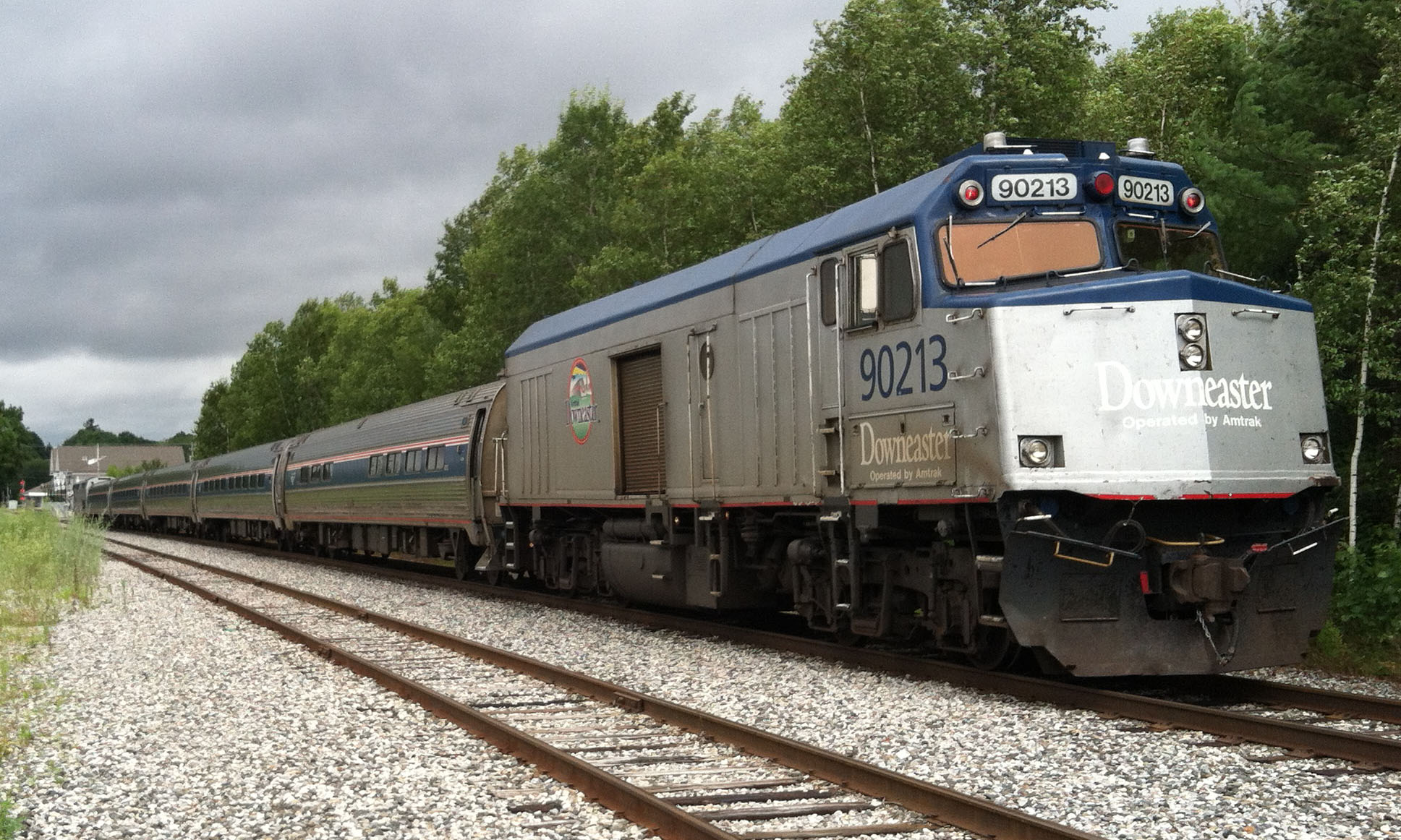
無動力制御荷物車

1976年に生産を開始し、製造は当初のアメリカ合衆国向けがGM-EMD、カナダ向けがGMDの工場で行われた。1988年からはモリソン・ヌードセンとその後継となるモーティブパワー社が生産に加わっている。
アムトラックでは当初、短・中距離列車向けに導入された。後に大陸横断の長距離列車にも使用されるようになり、不調が続くSDP40Fの置き換えも行い、アムトラックを代表する万能機関車となった。長距離用では他にカナダのVIA鉄道が導入している。
通勤鉄道ではメトラの前身、シカゴの地域交通公社（RTA）が最初に導入した。以後はMBTA、カルトレイン、GOトランジット、NJトランジットの各鉄道でも導入されている。
アムトラックでは1990年代より後継のGE製ジェネシスへの置き換えが開始され、2001年に運用を終了した。一部はプッシュプル運転用の無動力の制御荷物車およびアムトラック・カスケーズのタルゴ編成に用いる制御車に転用されている。各通勤鉄道およびカナダ・VIA鉄道では2017年現在も引き続き使用されている。

## 設計
軸配置B-Bで、2軸台車を2基備えた4動軸機である。車体は運転室と機関室を車幅いっぱいにまで広げたカウル・ユニットの形状を採用している。
貨物機のGP40-2をベースに設計されており、機関はV型16気筒のEMD製645E3ディーゼルエンジンを搭載する。出力は当初分が3,000馬力（2,200 kW）で、1985年以降の増備車では最高で3,200馬力（2,400 kW）に向上している。最高速度は標準で時速103マイル（166km/h）、高速対応車で時速110マイル（177km/h）となっている。